# 拉波夫拉西翁
拉波夫拉西翁（西班牙語：Lapoblación）是西班牙纳瓦拉的一个市镇。总面积21平方公里，总人口192人（2001年），人口密度9人/平方公里。